# 黃天鵬
黃天鵬（1909年2月17日—1982年3月24日），原名鵬，字天鵬，別號天廬，以字、號行世。一代報人、新聞教育學者、憲政推手、國大代表主席團主席。其母莊世光為清朝一品將軍莊起鳳之曾孫、武功將軍莊鎮邦之孫女。

## 生平
1909年2月17日生於廣東省普寧市流沙南街道馬柵村。先世宦閩，南遷潮州。幼時在家鄉普寧就讀，畢業於三都書院。弱冠時在曾剛甫介紹下認識梁任公，受到啟發。1920年12月，孫中山蒞汕頭，以學生會代表晉謁請訓，開始奔走國事。 
1923年黃天鵬就讀北京平民大學報學系。1926年蔣中正率師北伐，黃天鵬隨軍幕司露布，致力於宣傳主義及訓政工作。1927年國民政府奠都南京，黃天鵬主編《新聞學刊》在北平創刊，此為我國最早的新聞學刊物。1928年黃天鵬主編《新聞周刊》附北平《全民日報》發行。為革命黨人秘密集會之所。1928年黃天鵬任職《申報》，並將《新聞學刊》改組擴大為《報學雜誌》(月刊)在上海出版。
1929年黃天鵬前往日本東京參與「太平洋學會」，會後留學日本，初修業新聞研究所，旋人早稻田大學新聞系研究，是首位在日本學習新聞的中國人。
1930年黃天鵬任《時事新報》通信部主任，參照日本報紙，將第一版改為國內外及地方要聞版，為中國報紙版面創舉。同時，擔任復旦大學新聞系教授，開設新聞學必修課、選修課多種，將歷年收集的中外新聞學資料數百種，捐助該校成立“新聞學研究室”，兼任主任。同時，還兼任上海滬江大學等校新聞學教授。
1931年7月2日，萬寶山慘案發生；黃天鵬奉中央之命，以記者身份赴東北採訪調查，足跡遍及白山黑水間，歸來著「東北經濟調查及考察記要」，揭發日本侵略中國的陰謀。
1937年，抗戰軍興，黃天鵬隨國民政府遷至渝。1939年5月4日，日機狂轟濫炸重慶市區，重慶各報損失慘重，當時《中央日報》、《時事新報》、《掃蕩報》、《新蜀報》、《商務日報》 、《大公報》、《新華日報》、《國民公報》、《新民報》、《西南日報》等10大報奉命出聯合版，黃天鵬被推為經理。5月6日，聯合版終於在防空洞編印出版，一直連續至8月12日各報復刊後才結束。
聯合版名義上由10大報分擔工作，但在《時事新報》印刷，時事新報由黃天鵬領導，由於各報意見分歧、事權無法統一，因此，聯合版編經兩部最終由黃天鵬負責。
為讓聯合版順利出刊，黃天鵬索性住在辦公室，5月至8月，天氣酷熱，敵機不斷疲勞轟炸，水電時停。一次警報響起，黃天鵬和一名工友從報社離開前往防空洞途中，在美豐銀行前，聽到一聲巨響，黃天鵬表示：「眼前一片漆黑，原以為大限已至，待鎮定後發現站在前面的工友，已被炸彈擊中，壯烈犧牲。」「聯合版的發刊，在將來中國報業史上，永遠是慘痛悲壯的一頁。」 .
1939年國民黨中央訓練團在汽創辦軍中新聞班，黃天鵬主持教務，訓練軍中新聞幹部，先後受訓者達600人，均派至前線軍師部服務，收集中央社及政治部簡報，使前線部隊每日看到國內外消息。
1941年，應陳誠及中央黨部秘書長吳鐵城之邀，參贊黨務，主辦軍報及政訓業務，到國民黨中央訓練團和中央政治學校主講新聞學，兼任中央出版事業管理處總經理，創立中央出版事業。先後借調行政院、國家總動員會議、中央宣傳部、中央海外部、中央文化運動委員會、僑務委員會等單位，歷任主任參事、處長、特派員、主任委員等，一度兼掌中央文化驛站總管理處，歷參前方戎幕，數典樞府密勿，經綸有則，貢獻良多。
1947年中央提名競選中華民國國民大會代表，與主席羅卓英同機返粵，視察地方復員，高票當選代表。鼓吹憲法為國家基本大法，致力弘揚憲政。
蔣中正在台首次宣言，即黃天鵬所作。復與總統府資政張知本、司法部長鄭彥棻組中國憲法學會，任常務理事兼秘書長，但導修改動員勘亂時期臨時條款，建議恢復國史館。
1954年黃天鵬於國民大會二次會議建議台北市改制為院轄市，第三、第四次會陸續提案，終獲實現。1960年第三次國民大會黃天鵬任主席團主席，迨第四次及第六次國民大會，均被選為主席團主席，並代表國民大會頒發總統當選證書給蔣經國。1970年為國史館撰修中華民國六十年史事紀要及國民大會通志。
在台期間，任教國立中央大學、國立政治大學、國立師大、文化學院、政工幹校、世界新專等。編有《新聞學名論集》、《新聞學刊全集》、《報學叢刊》等，著作有幾十本新聞及制憲學書，包括《中國新聞事業》、《怎樣做一個新聞記者》、《新聞學概要》、《新聞文學導論》、《天廬談報》、《逍遙夜談選》、《新聞學概要》、《新聞事業》、《中國政治制度》、《中國制憲史略》、《行憲法規滙編》、《出版法釋義》等。
1982年3月24日上午六時三十分，因心肌梗塞病逝台灣台北，享壽73年。

## 家族
父黃毓才，族名維勇，生於光緒二年(1876)，為德昌基業的繼承者和發展者，惡清政專橫，恥仕進之屈膝，加入同盟會，傾囊捐資助覆滿之役，曾參加廣州圍攻督署之役並舉義黃崗，1934年抑鬱病逝，享年58歲。
母莊世光果隴進士第名門，武功將軍莊鎮邦女孫。少承庭訓，樸實篤學，知書達禮，雅好詩詞，更善吟咏；敦三重備四德，協調家務及世俗應對，井井有條，上下咸服。1949年隨黃天鵬來台定居，病逝台北，葬於陽明山，享壽91歲。墓碑由蔣中正題字。
黃天鵬妻盧小珠，生女黃佩玉、黃佩文；來台後娶妻莊信子，生子黃佩正、黃佩韋、黃佩珊與黃佩玄。
么女黃佩珊為資深媒體人，政大新聞系學士、政大政治所憲法組碩士、並於英國倫敦大學亞非學院攻讀博士。曾任臺北科技大學講師；並於臺灣非凡電視、民視、臺視、中國澳亞衛視等，從記者、主播、主持人、製作人、晉升至澳亞衛視廣州營運總監和新聞站站長。
黃佩珊出版一書：改革中國報業的無冕王：黃天鵬傳記。書中交織著中國傳統詩詞與道家思想，輔以重大歷史事件，呈現黃天鵬的生平與價值觀。書中詳細記載未揭露之史實。黃天鵬為國民黨員，1951年成立中國憲法學會，1952成出版憲政期刊，這本期刊成為推動台灣民主憲政最重要的史料。此外，黃父黃毓才為胡漢民好友，協助孫中山推翻滿清。黃天鵬家族對於1911革命貢獻及台灣民主憲政值得後續研究。

## 著作
編著有：《新聞學名論集》、《新聞學刊全集》、《報學叢刊》等。著作有：《中國新聞事業、《怎樣做一個新聞記者》、《新聞學概要》、《新聞文學導論》、《天廬談報》、《逍遙夜談選》、《新聞學概要》、《新聞事業》、《中國政治制度》、《中國制憲史略》、《行憲法規滙編》、《出版法釋義》等。